# Raketnokosmitsjeskaja Korporatsija Energia
Raketnokosmitsjeskaja Korporatsija Energia (Russisch: Ракетно-космическая корпорация «Энергия» имени С.П.Королёва, Raketno-Kosmitscheskaja Korporazija Energija imeni S.P. Koroljova) (ook bekend als RKK Energia), in het Engels vaak genoemd S.P. Korolev Rocket and Space Corporation Energia of kortweg Energia Space Coorporation, is een Russische fabrikant van raketten, ruimtevaartuigen en ruimtestationmodules. Het bedrijf is vernoemd naar de Russische raketpionier Sergej Koroljov en is gevestigd in de eveneens naar deze pionier vernoemde stad Koroljov.
Het bedrijf is fabrikant van de veelgebruikte Sojoez-, en Progress-ruimtevaartuigen en fabrikant van de Russische modules van het Internationale ruimtestation ISS. Ook bekend is het (nooit in regulier gebruik genomen) Russische ruimteveer Boeran.
Behalve het bouwen van bovengenoemde ruimtetuigen is Energia ook verantwoordelijk voor de lancering ervan. Het Russisch ruimtevaartbureau, Roskosmos, is veel meer dan bijvoorbeeld de Europese ruimtevaartorganisatie ESA en de Amerikaanse NASA een administratieve organisatie.

## Externe link

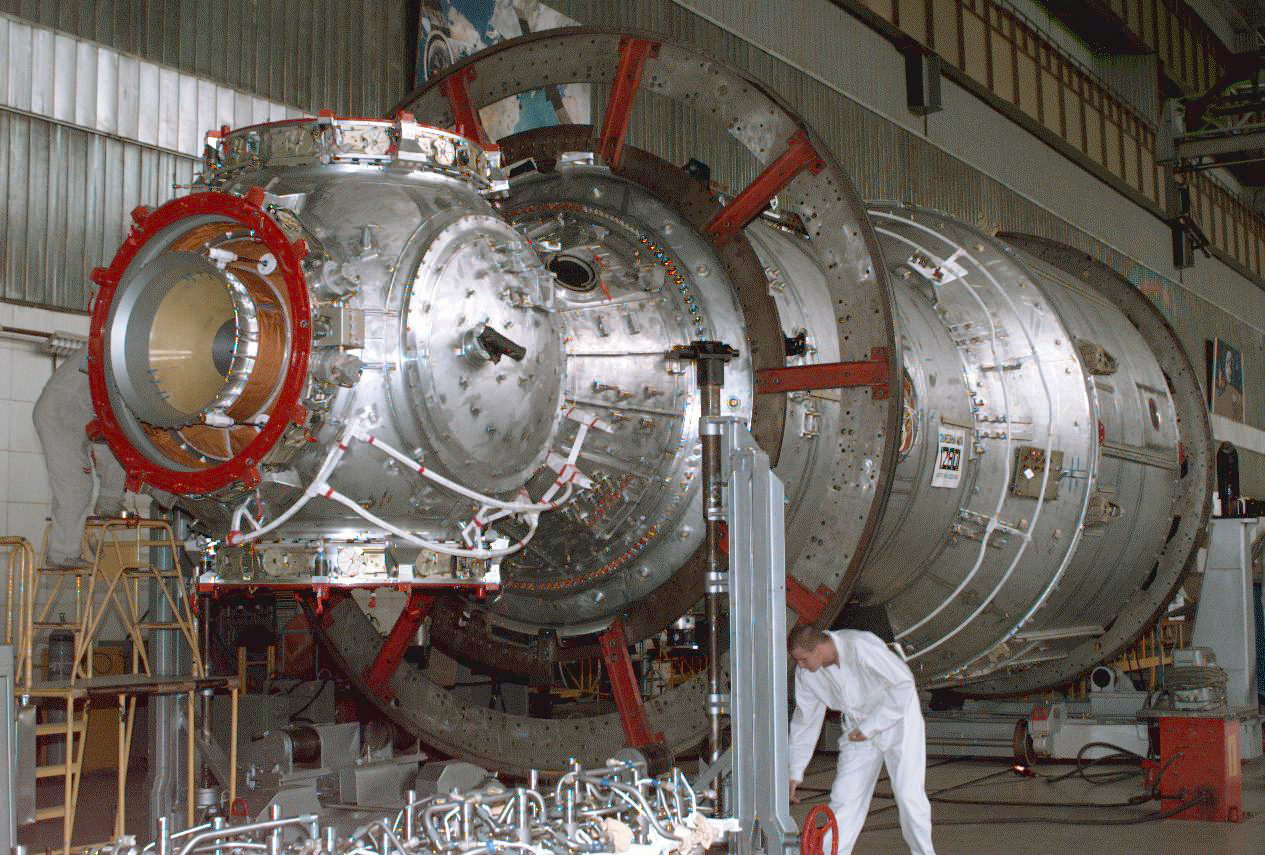
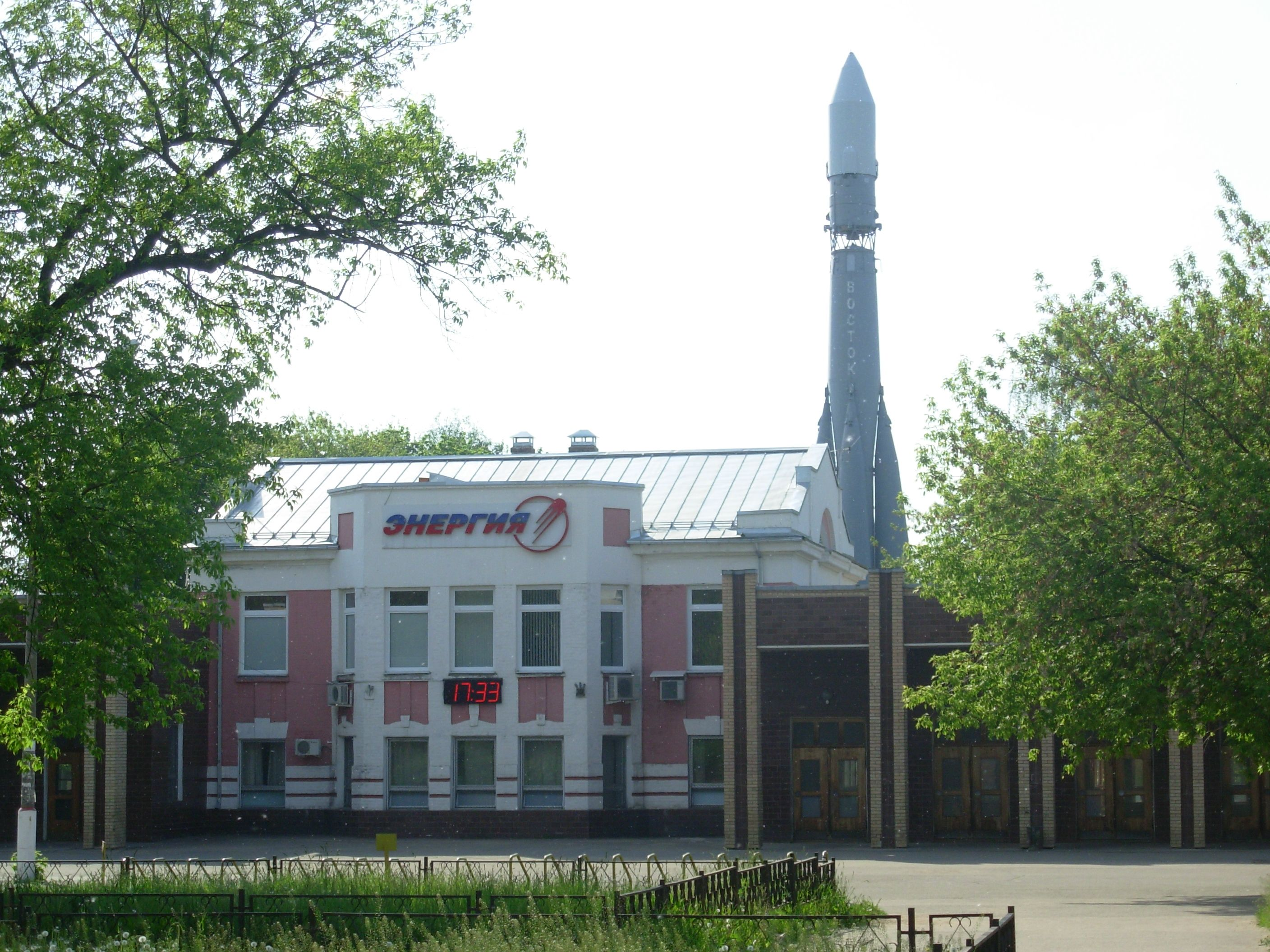
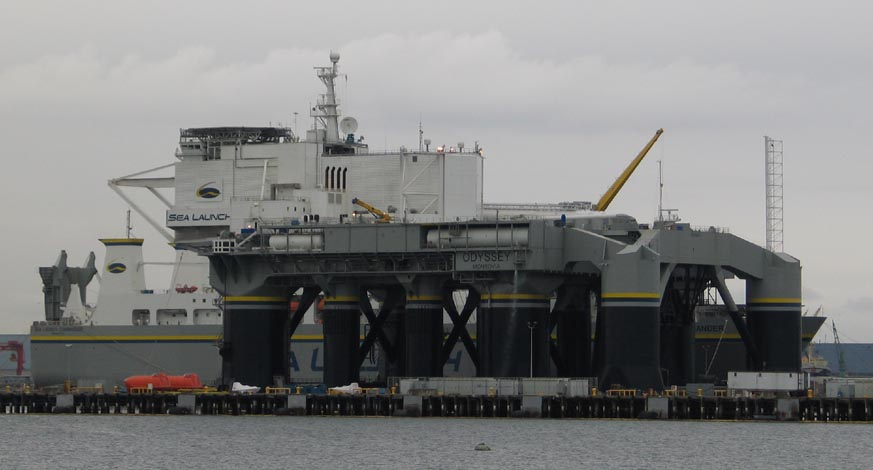
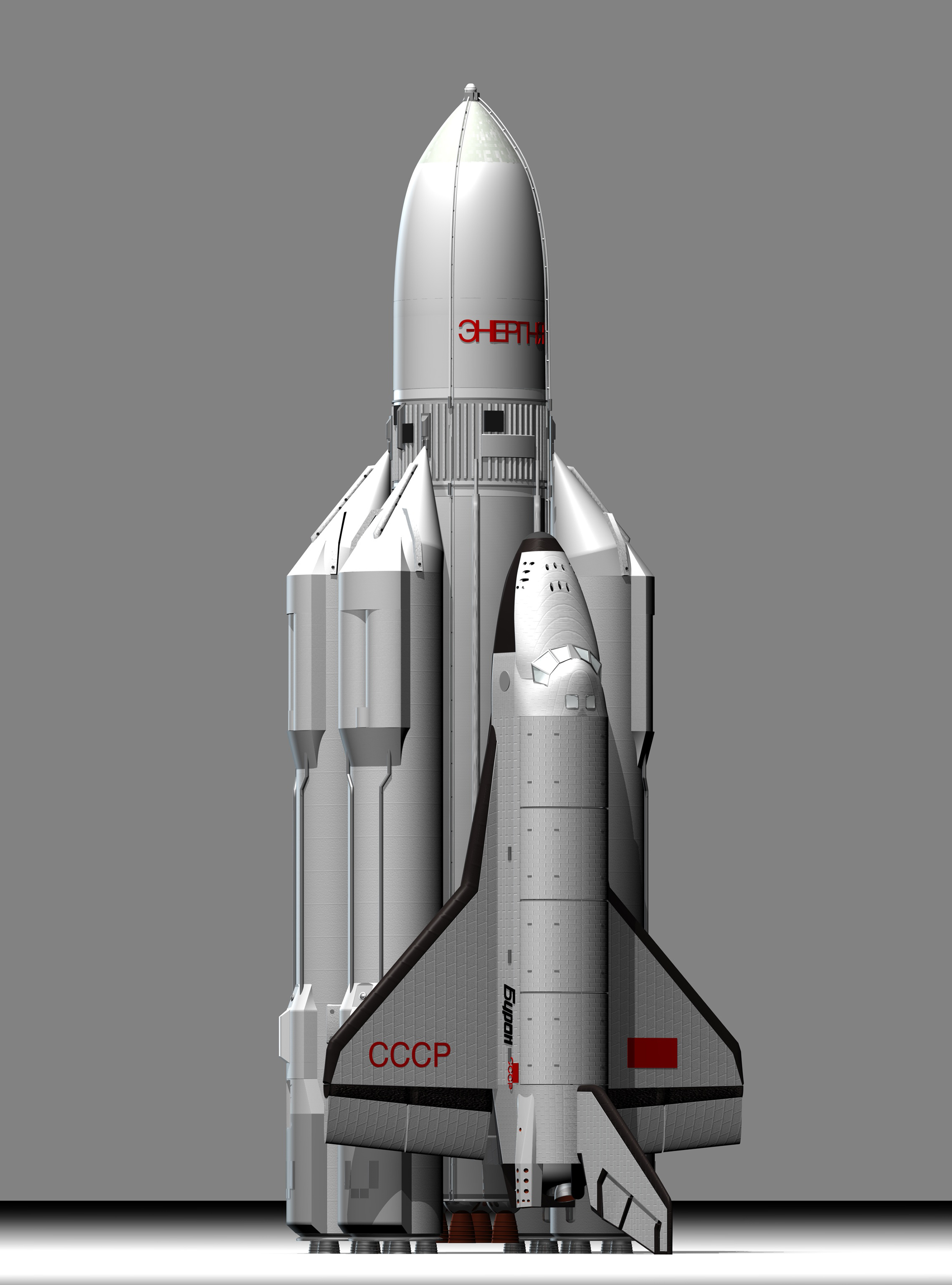
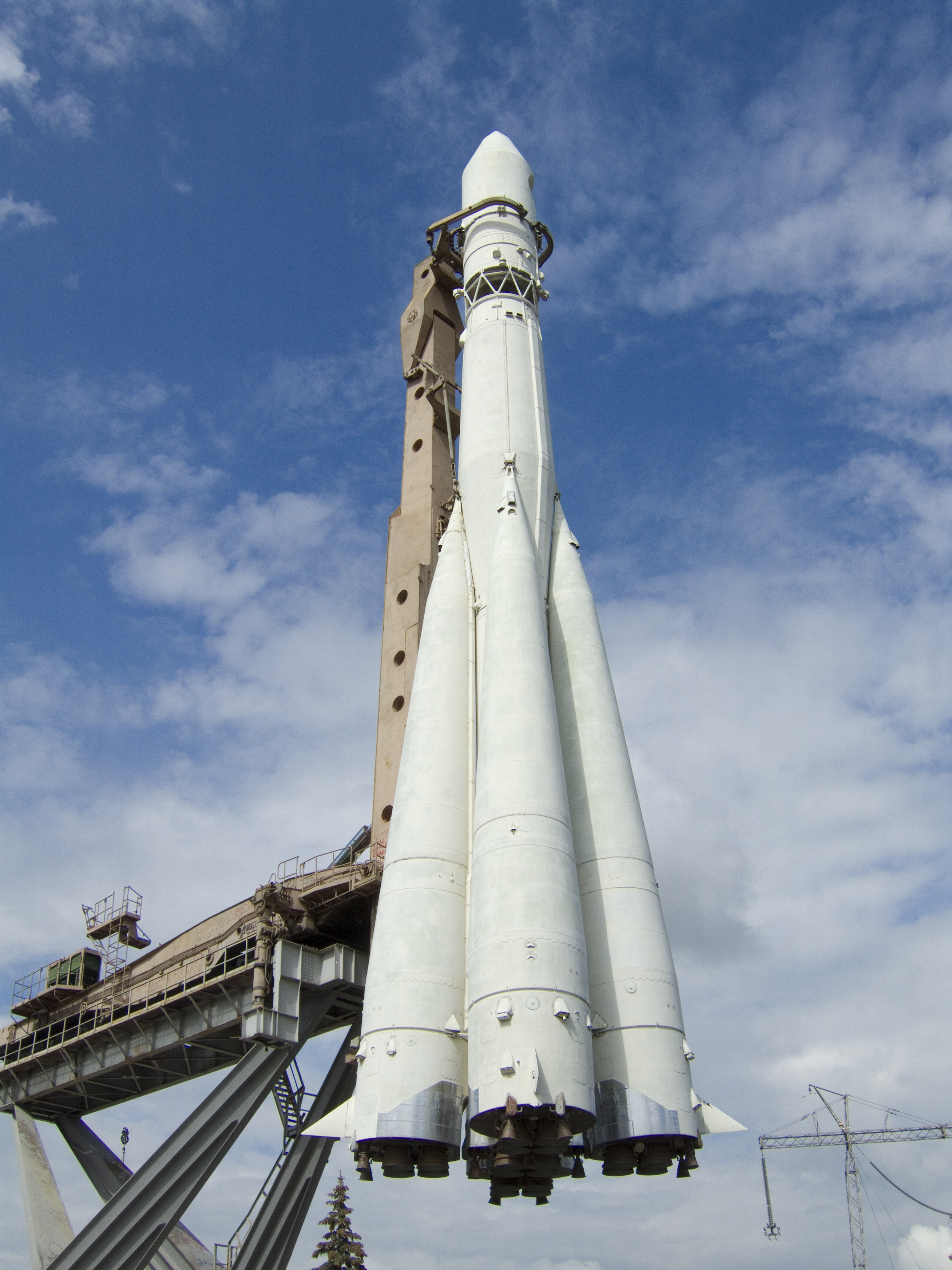